# Pfarrkirche Hll. Petrus und Paulus (Vomp)
Koordinaten: 47° 20′ 27,7″ N, 11° 40′ 57,3″ O

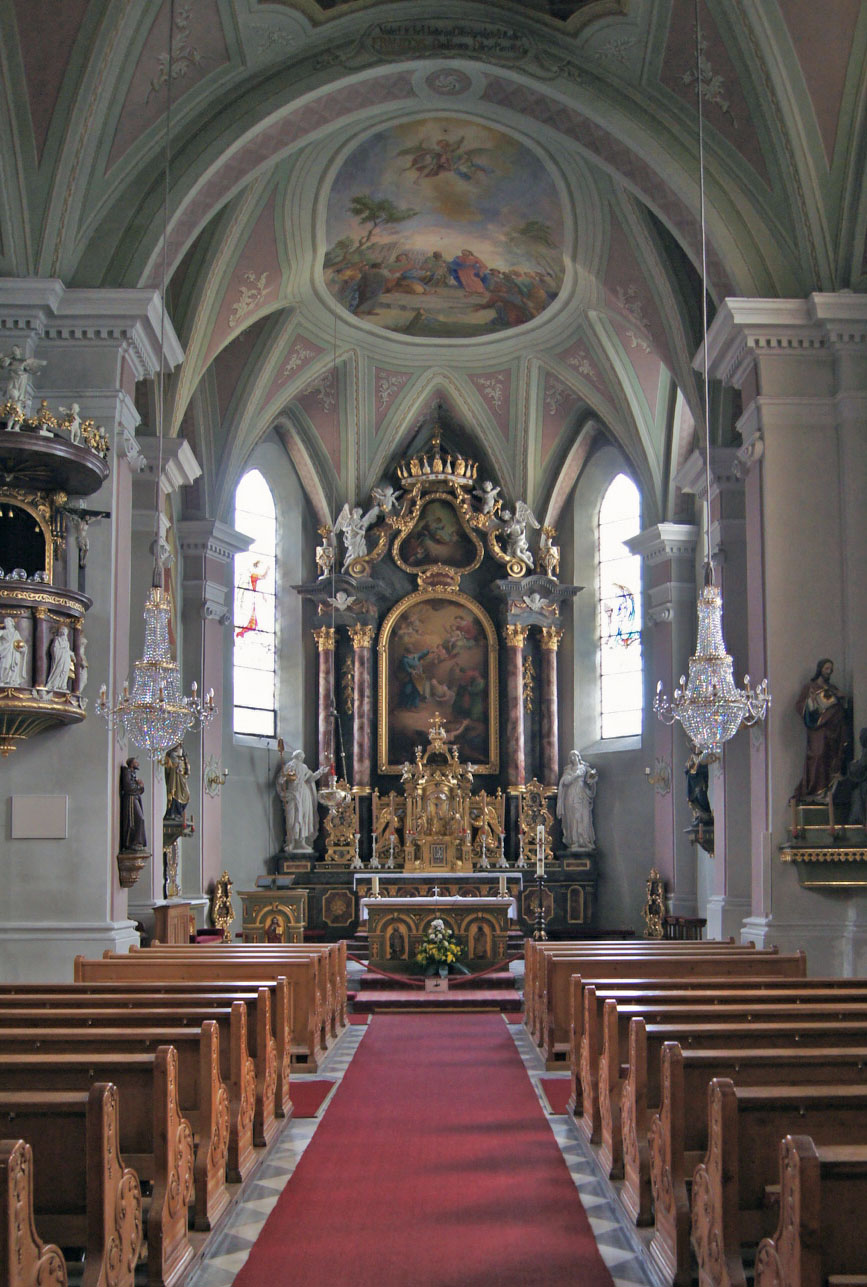
Inneres

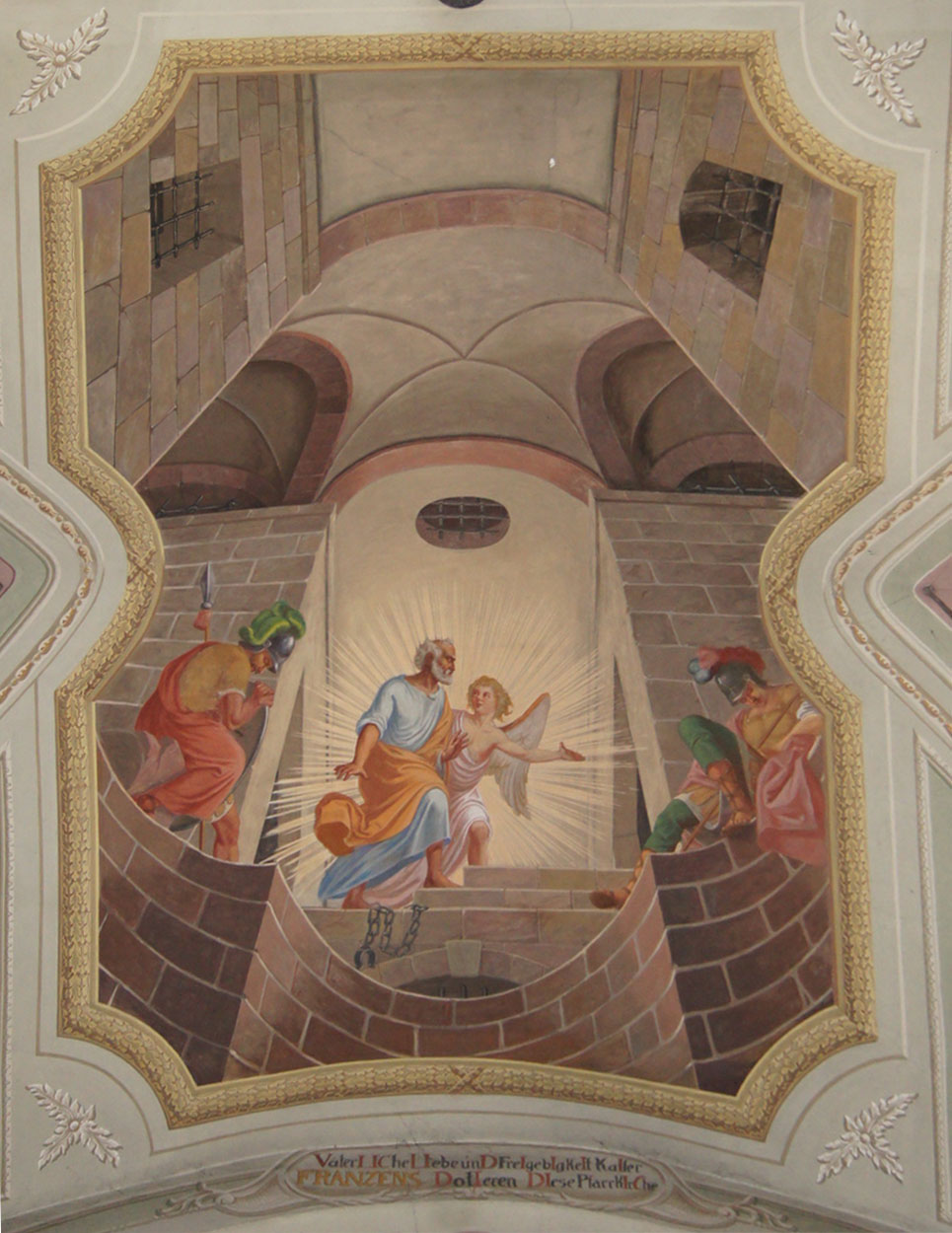
Das zentrale Deckenfresko zeigt die Befreiung Petri aus dem Kerker.

Die römisch-katholische Pfarrkirche Heilige Petrus und Paulus ist eine Kirche im Ort Vomp im Bezirk Schwaz in Tirol. Die Kirche mit dem Patrozinium Apostel Petrus und Paulus steht unter Denkmalschutz.

## Geschichte und Architektur
Der heute zweischiffige Bau geht auf ein kleineres Vorgängergebäude zurück, das auf das 8. Jahrhundert datiert wird, wie eine archäologische Studie im Jahr 1983 belegte. Eine erstmalige urkundliche Erwähnung im Jahr 1141 rechnet das Besitztum dem Benediktinerstift St. Georgenberg zu. Nach einem Neubau im Jahr 1323 wird sie mit dem Patronat „Maria und Peter“ genannt.
Die heutige Grundform der Pfarrkirche entstand zwischen 1460 und 1480 durch den Werkmeister Gilg Mitterhofer aus Schwaz. 1480 wurde der gotische Neubau des Turms und der Kirche vollendet. Nach einem Dorfbrand 1516 kamen zwischen 1520 und 1522 das Seitenschiff sowie die Sakristei hinzu.
Während des Fünften Koalitionskriegs unter den bayerischen Soldaten von General Carl Philipp von Wrede 1809 brannte die Kirche auf die Grundmauern nieder, die gesamte Einrichtung wurde dabei zerstört. Bis 1820 war die Kirche mit kaiserlicher finanzieller Unterstützung im klassizistischen Stil wiederaufgebaut. Im späten 19. Jahrhundert wurde ein neuer Kupferhelm aufgesetzt. Das Westportal ist frühbarock, die anderen Portale an der Nord- und Südseite weisen noch eine spätgotische Spitzbogenform auf.
Die Kirche ist an allen Seiten von einem Friedhof mit einer separaten Totenkapelle (Südosten) umgeben.
Vomp ist eine der ältesten Altpfarren in Tirol.

## Kircheninneres
Das Hauptschiff ist dreijochig. Darin befindet sich ein Rundbogen (Triumphpforte) und ein zweijochiger Chor mit besonderem Gewölbe, einer sogenannten Stichkappentonne und einem 5/8-Schluss. Haupt- und Seitenschiff werden durch schwere Pfeiler getrennt. Die Fresken mit Szenen aus dem Leben der Kirchenpatrone Petrus und Paulus sowie Heiligendarstellungen wurden um 1820 von Josef Arnold dem Älteren gemalt. Die Fresken an der Chorwand mit den Darstellungen Christus erscheint Petrus und Kreuzigung Petri wurden 1893 von Emanuel Walch geschaffen und später übermalt.
Ihr vollständiges heutiges Aussehen besitzt die Kirche seit der Komplettrenovierung 1983–1985. Hierbei wurden sowohl der Volksaltar als auch das Taufbecken aus dem 17. Jahrhundert renoviert. Die neue Orgel wurde am 8. Dezember 1992 eingeweiht. Ein neues Schindeldach wurde 1996 gedeckt.

## Pfarre und Dekanat
Die Pfarre Vomp gehört zum Dekanat Schwaz, das 14 Pfarren umfasst.